# Brennisteinsalda

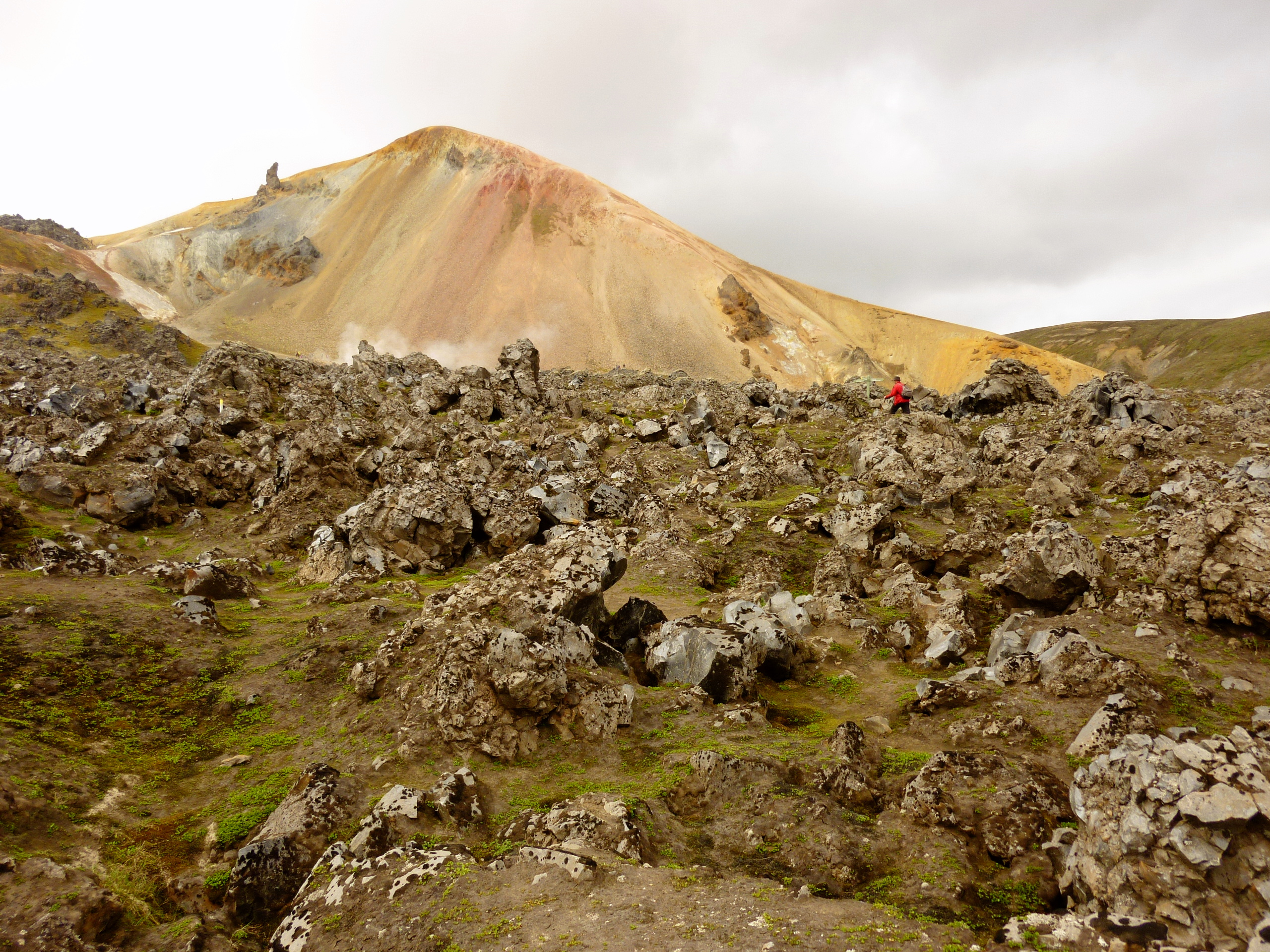
vista general del Brennisteinsalda.

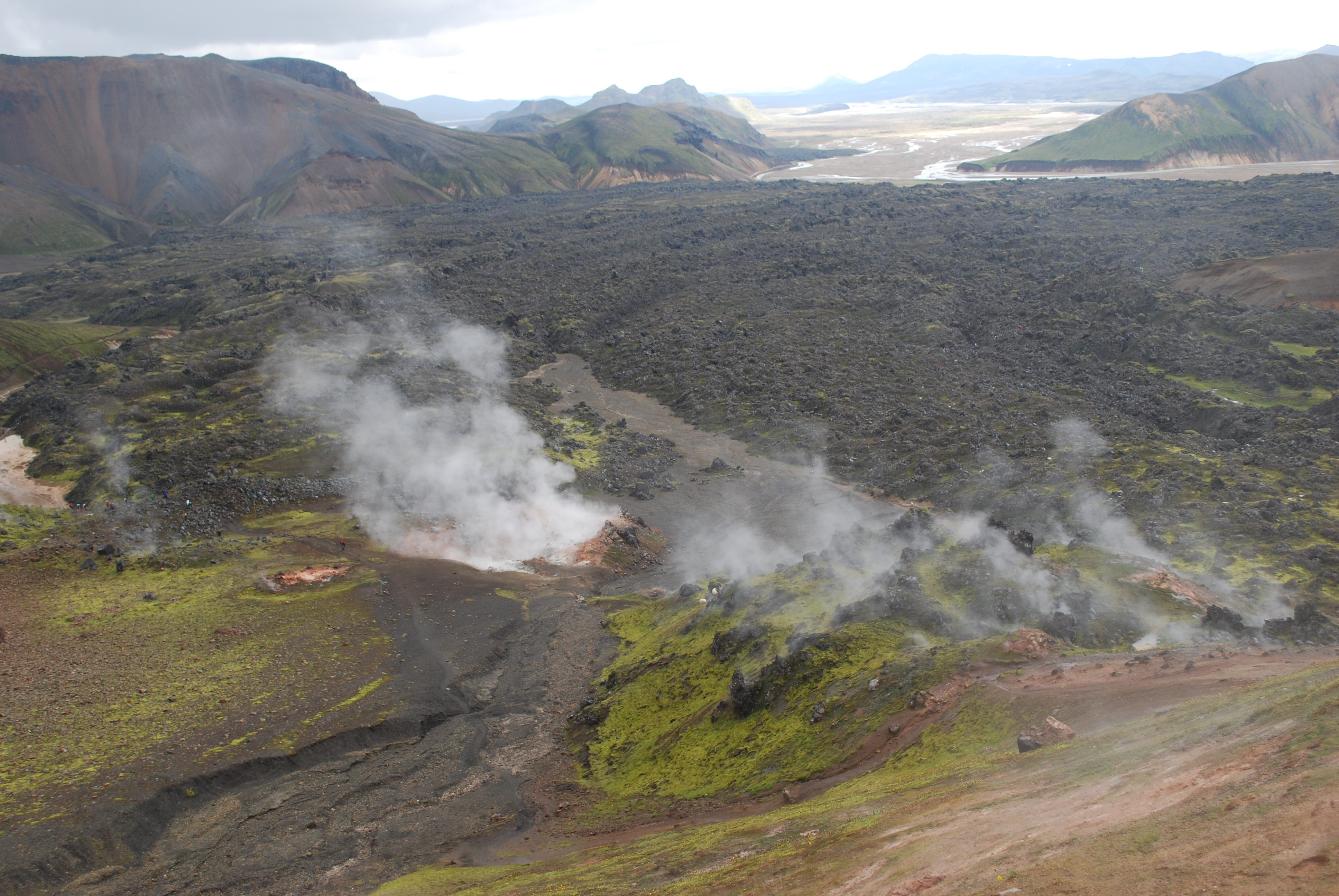
Fumarolas del Brennisteinsalda en 2009.

El Brennisteinsalda (es decir 'La ola azufrada') es un volcán en el sur de Islandia. Tiene 940 metros de altura. Se encuentra en la zona central de la región de Suðurland.

## Características
Su color amarillo se debe al azufre de sus flancos. Otros colores son el verde del musgo, el negro de la lava, el azul de la ceniza y el royo del hierro. Es una atracción turística y uno de los símbolos de la región. Es vecino del volcán Bláhnúkur.
En la montaña es aún visible un volcán activo con fuentes de azufre y vapor calientes. Se puede llegar por el camino de montaña Laugavegur. En frente tiene un campo de lava de obsidiana.